# Glaucin
Glaucin je alkaloid prisutan u nekoliko različitih vrsta biljki kao što su Glaucium flavum, ,  i Corydalis yanhusuo. On ima bronhodilatatorske i antiinflamatorne efekte, usled delovanja kao PDE4 inhibitor i blokator kalcijumovog kanala, i koristi se kao antitusik u nekim zemljama. Glaucin može da ima nuspojave poput sedacije, umora, i halucinogena dejstva karakterisana burnim vizuelnim prikazima, i odnedavno je zabeležena njegova upotreba kao droge.